# Delbarton
Delbarton è un comune degli Stati Uniti d'America, situato nello Stato della Virginia Occidentale, nella Contea di Mingo.